# Sarton (wytwórnia muzyczna)
Sarton - warszawska wytwórnia fonograficzna działająca na rynku polskim od 2010 roku. Firma specjalizuje się w nagraniach muzyki klasycznej i jazzu.